# Eva Herzog
Eva Herzog (Basilea, 25 dicembre 1961) è una politica svizzera, Presidente del Consiglio degli Stati dal 2023 e membro dello stesso dal 2019. Dalla sua adesione al Consiglio fino alla sua elezione alla Presidenza, ha ricoperto il ruolo di Prima Vicepresidente.

## Biografia
Herzog ha studiato storia, economia e spagnolo presso le Università di Basilea e Santiago de Compostela a partire dal 1981 e si è laureata nel 1988 da Hans Rudolf Guggisberg a Basilea. Dal 1990 al 1994 ha lavorato come assistente di ricerca presso il Centro di ricerca per la storia di Basilea Campagna. Dal 1994 al 1995 è stata coordinatrice dell'associazione Frauenstadtrundgang Basel. Nel 1995 ha conseguito il dottorato all'Università di Basilea con una tesi sulla storia della ginnastica femminile nel Cantone di Basilea Campagna. Dal 1995 al 1999, Herzog è stato membro del team di gestione e del comitato esecutivo della Kulturwerkstatt Kaserne di Basilea. Nel 2000 ha lavorato come organizzatrice culturale freelance e dal 2001 al 2004 come assistente di ricerca presso il vicerettorato per la ricerca dell'Università di Basilea.
Dal 1999 al 2003, Herzog è stato membro del Consiglio costituzionale del Cantone di Basilea Città. Dal 2001 al 2005 è stata membro del Gran Consiglio e ha fatto parte della Commissione Educazione e Cultura. Dal 2004 al 2005 ha presieduto il gruppo parlamentare del PS in Gran Consiglio. Dal 2005 al 2019 è succeduta a Ueli Vischer come membro del governo cantonale di Basilea Città e capo del Dipartimento delle Finanze. Alle elezioni federali del 2019 è stata eletta al Consiglio degli Stati al primo turno il 20 ottobre.
Eva Herzog ha una relazione e due figli.
Nel 2015 ha ricevuto il primo premio Alumni dell'Associazione Alumni dell'Università di Basilea.